# 일본의 텔레비전 애니메이션 목록/ㅁ
일본의 텔레비전 애니메이션 목록 (ㅁ)에서는 ㅁ으로 시작되는 제목의 일본의 애니메이션을 서술한다.

## 마
- 마기
- 마리아†홀릭
- 마루코는 아홉살
- 마모루 군에게 여신의 축복을!
- 만약 고교야구의 여자 매니저가 드러커의 《매니지먼트》를 읽는다면
- 마법과고교의 열등생
- 마법기사 레이어스
- 마법소녀 리리컬 나노하
- 마법소녀 마도카☆마기카
- 마법의 요정 페르샤
- 마요치키!
- 마이셀프 ; 유어셀프
- 마인탐정 네우로
- 마징가 제트
- 마켄키
- 마탐정 로키 라그나로크
- 마테를링크의 파랑새: 틸틸과 미틸의 모험 여행
- 만화가랑 어시스턴트랑
- 망가지기 시작한 오르골
- 매직 쾌두

## 먀
- 없음

## 머
- 머나먼 시공 속에서 2 백룡의 무녀
- 머나먼 시공 속에서 3
- 머나먼 시공 속에서 자양화 꿈 이야기
- 머더 프린세스
- 메다카 박스
- 메트로폴리스

## 며
- 명탐정 번개
- 명탐정 코난

## 모
- 목소리로 일하자!
- 몬스터
- 몬스터왕자 몽짱
- 못말리는 3공주
- 몽키삼총사

## 묘
- 없음

## 무
- 무사 쥬베이
- 무책임 함장 테일러
- 문토

## 뮤
- 없음

## 므
- 없음

## 미
- 미도리의 나날
- 미라클☆트레인
- 미래일기
- 미르모 퐁퐁퐁